# 칼리지 코스모스
칼리지 코스모스(カレッジ・コスモス, College Cosmos)는 스페이스 크래프트 그룹과 업프런트 그룹의 공동 프로젝트로 결성된 일본의 여성 아이돌 그룹이다. 2020년 5월을 기해 활동 휴지. 멤버 전원이 현역 여대생이다.

## 개요
2018년, 명 대학의 미스 콘테스트 파이널리스트를 중심으로 결성된 그룹「캠퍼스 퀸」(스페이스 크래프트 소속)에서 선발된 멤버와「컨트리걸즈」리더 야마키 리사(업프런트 프로모션 소속)가 추가하여 결성했다.「코스모스」는 질서와 조화를 이룬 우주라는 의미의 단어이자 꽃이기(꽃말은「소녀의 마음」)하므로, 미와 지성을 겸비한 유닛이 되도록 명명되었다. 2019년 봄에는 4학년 멤버가 대학을 졸업하지만, 취직은 하지 않고 아이돌의 계속도 선택사항에 향후의 활동을 결정할 예정이였으나, 2019년 10월까지 그룹에 소속하는 것을 특별 룰을 정하였다.

## 약력
2018년
- 10월 3일, 현역 여대생에 의한 아이돌 그룹『College Cosmos(칼리지 코스모스)』의 피로연 발표회가 3일, 도내에서 개최되었다. 컨트리걸즈의 리더 야마키 리사도 소속됐다는 사실이 발표됐다.
- 11월 15일, 탁구 T리그의「키노시타 마이스타 도쿄」,「키노시타 아비에루 카나가와」의 응원 공식 서포터로 취임.

2019년
- 1월 21일, 니타토리 메구미가 지병 악화로 인해 그룹을 탈퇴[4].
- 3월 6일, 1st 싱글「夢は意地悪／言葉の水を濾過したい／記号なんかじゃない私たちは」를 발매[5].
- 3월 31일, 와키타 마나와 후타바 미코가 취직하기 위해, 칼리지 코스모스를 졸업했다[6].
- 5월 15일, 오피셜 팬클럽을 개설[7].
- 6월 30일, 하시모토 사나가 칼리지 코스모스를 졸업했다[8].
- 9월 1일, 3월에 대학을 졸업하는 9명의 멤버(아오노 나츠키, Aya, 이토 마이, 오카모토 마유코, 사카모토 미사키, 니이노미 리나, 히라가 사키노, 후카자와 쿄카, 와타나베 마린)의 10월 중의 그룹 졸업 및 현역 대학생들의 신멤버 가입 예정이 발표됐다[9].
- 10월 18일, 야마키 리사가 컨트리걸즈의 활동 휴지로 인해 동년 12월 26일을 기해 그룹을 졸업해, 칼리지 코스모스도 졸업하는 것을 발표했다(칼리지 코스모스의 활동은 동년 10월 31일까지)[10][11].
- 10월 24일, 와키다 리나가 학업 전념으로 인해 동년 10월 31일을 기해 그룹을 졸업하는 것을 발표했다[12].
- 10월 31일, 도쿄 돔 시티 라쿠아 가든 스테이지에서 개최된 2nd 싱글 발매 기념 행사를 기해 야마키 리사, 와키다 리나, 아오노 나츠키, Aya, 이토 마이, 오카모토 마유코, 사카모토 미사키, 니이노미 리나, 히라가 사키노, 후카자와 쿄카, 와타나베 마린의 11명이 졸업했다[11].
- 12월 13일, 나카시마 나나가 취직으로 인해 그룹을 졸업(12월 16일에 공식 발표)[13].

2020년
- 2월 10일, 마츠오카 모도카가 취직으로, 츠시마 하루나가 학업 전념을 인해 동년 3월 31일을 기해 그룹을 졸업하는 것을 발표했다[14].
- 3월 13일, 마츠이 마리가 다른 연예 활동 전념을 인해 3월 31일을 기해 그룹을 졸업하는 것을 발표했다[15].
- 5월 15일, 신종 코로나바이러스 감염에 대한 상황을 감안하여, 칼리지 코스모스는 5월 말에 그룹이 활동을 휴지하는 것, 또 그에 따라 멤버가 졸업하는 것을 발표[16].
- 5월 31일, 그룹이 활동 휴지로 인해, 멤버가 졸업.

## 멤버

### 활동 휴지시 멤버
| 이름            | 한자     | 요미가나        | 생년월일               | 출신지     | 재적 대학 및 학부                 | 비고                                            |
| --------------- | -------- | --------------- | ---------------------- | ---------- | --------------------------------- | ----------------------------------------------- |
| 아키즈키 카나   | 秋月香七 | あきづき かな   | 1998년 12월 3일(26세)  | 도쿄도     | 게이오기주쿠 대학 문학부          |                                                 |
| 스가 마린       | 菅真鈴   | すが まりん     | 1997년 11월 21일(27세) | 홋카이도   | 고쿠가쿠인 대학 경제학부          | 미스 콘테스트 2018 준그랑프리, 전 PEACEFUL 멤버 |
| 이토 아야카     | 伊藤彩華 | いとう あやか   | 1999년 3월 26일(26세)  | 가나가와현 | 릿쿄 대학 이문화 커뮤니케이션학부 |                                                 |
| 유키시마 모모나 | 雪嶋桃葉 | ゆきしま ももは | 1998년 9월 13일(26세)  | 도쿄 도    | 세이조 대학 문예학부              |                                                 |
| 군지 나오       | 郡司奈桜 | ぐんじ なお     | 1998년 4월 16일(27세)  | 후쿠시마현 | 니혼 대학 예술학부                |                                                 |
| 나츠키          | 菜月     | なつき          | 1998년 6월 25일(26세)  | 도쿄 도    | 일본 여자 체육대학 체육학부       |                                                 |

### 전 멤버
| 이름            | 한자       | 요미가나          | 생년월일               | 출신지      | 재적 대학 및 학부              | 졸업일           | 비고                                   |
| --------------- | ---------- | ----------------- | ---------------------- | ----------- | ------------------------------ | ---------------- | -------------------------------------- |
| 니타토리 메구미 | 似鳥めぐみ | にたどり めぐみ   | 1998년 7월 18일(26세)  | 도쿄 도     | 게이오기주쿠 대학 문학부       | 2019년 1월 21일  | 지병 악화로 인해 탈퇴                  |
| 와키타 마나     | 脇田茉奈   | わきた まな       | 1997년 1월 7일(28세)   | 사이타마 현 | 도쿄 이과대학 경영학부         | 2019년 3월 31일  | 미스 콘테스트 2015 파이널리스트        |
| 후타바 미코     | 舩田美子   | ふなだ みこ       | 1996년 11월 12일(28세) | 에히메현    | 아오야마 가쿠인 대학 문학부    | 2019년 3월 31일  |                                        |
| 하시모토 사나   | 橋本紗奈   | はしもと さな     | 1997년 11월 5일(27세)  | 도쿄 도     | 주오 대학 경제학부             | 2019년 6월 30일  | 미스 콘테스트 2018 파이널리스트        |
| 야마키 리사     | 山木梨沙   | やまき りさ       | 1997년 10월 14일(27세) | 도쿄 도     | 게이오기주쿠 대학 상학부       | 2019년 10월 31일 | 컨트리걸즈 겸임 (2019년 12월 26일까지) |
| 와키다 리나     | 脇田璃奈   | わきた りな       | 1998년 7월 31일(26세)  | 사이타마현  | 도쿄 이과대학 경영학부         | 2019년 10월 31일 | 미스 콘테스트 2018 그랑프리            |
| 이토 마이       | 伊藤舞     | いとう まい       | 1996년 5월 2일(28세)   | -           | 타마가와 대학 리버럴 아트 학부 | 2019년 10월 31일 | 미스 콘테스트 2016 그랑프리            |
| 아야            | Aya        | あや              | 1996년 7월 11일(28세)  | 지바현      | 릿쇼 대학 경제학부             | 2019년 10월 31일 | 미스 그랑프리 2017 준그랑프리          |
| 히라가 사키노   | 平賀咲乃   | ひらが さきの     | 1997년 3월 20일(28세)  | 도쿄 도     | 세이센 여자 대학 지구시민학과  | 2019년 10월 31일 | 미스 콘테스트 2017 파이널리스트        |
| 사카모토 미사키 | 坂本美咲   | さかもと みさき   | 1996년 9월 12일(28세)  | 지바 현     | 아토미 학원 여자대학 문학부    | 2019년 10월 31일 |                                        |
| 와타나베 마린   | 渡辺磨玲   | わたなべ まりん   | 1996년 10월 11일(28세) | 도쿄 도     | 고쿠시칸 대학 정경학부         | 2019년 10월 31일 |                                        |
| 후카자와 쿄카   | 深澤京花   | ふかさわ きょうか | 1996년 10월 5일(28세)  | 도쿄 도     | 센조쿠 학원 음악대학 발레코스  | 2019년 10월 31일 |                                        |
| 니이노미 리나   | 新家利奈   | にいのみ りな     | 1996년 2월 26일(29세)  | 아이치현    | 마사시노 대학 인문학과부       | 2019년 10월 31일 | 미스 콘테스트 2016 준그랑프리          |
| 오카모토 마유코 | 岡本真由子 | おかもと まゆこ   | 1995년 9월 20일(29세)  | 히로시마현  | 와세다 대학 인문학과부         | 2019년 10월 31일 |                                        |
| 아오노 나츠키   | 蒼乃菜月   | あおの なつき     | 1997년 3월 29일(28세)  | 도쿄 도     | 게이오기주쿠 대학 문학부       | 2019년 10월 31일 |                                        |
| 나카시마 나나   | 中島菜々   | なかじま なな     | 1997년 8월 14일(27세)  | 나가노현    | 도쿄 농업대학 응용생물과학부   | 2019년 12월 13일 |                                        |
| 마츠이 마리     | 松井まり   | まつい まり       | 1996년 10월 22일(28세) | 도쿄도      | 주오 대학 법학부               | 2020년 3월 31일  | 미스 콘테스트 2017 파이널리스트        |
| 츠시마 하루나   | 對馬桜花   | つしま はるか     | 1999년 3월 24일(26세)  | 도쿄 도     | 릿쿄 대학 문학부               | 2020년 3월 31일  |                                        |
| 마츠오카 모도카 | 松岡資佳   | まつおか もとか   | 1997년 12월 23일(27세) | 도쿄 도     | 지센 여자대학 인문사회학부     | 2020년 3월 31일  |                                        |

## 음악

### 싱글
1. 夢は意地悪／言葉の水を濾過したい／記号なんかじゃない私たち (2019년 3월 6일)
  - 트리플 A 사이드 (A면) 싱글. 커플링 곡은 없음.
2. 幸せのありかはどちらですか／わたし革命 (2019년 10월 9일)
  - 양 A면 싱글. 커플링 곡은 없음.